# Buddy (Gorilla)
Buddy (* 1929; † 25. November 1949 in Miami) war ein Gorilla, der unter dem Namen „Gargantua“ als Monster vermarktet wurde.

## Leben
1931 übergaben Missionare in Afrika einem befreundeten Frachterkapitän in Kribi einen jungen Gorilla, der in Belgisch-Kongo gefangen worden war und der damals etwas über ein Jahr alt war. Das Tier wurde von Captain Arthur Phillips als Maskottchen an Bord der West Key Bar genommen und erhielt den Namen Buddy. Die Besatzung des Schiffs hatte ihren Spaß an dem Tier, bis ein Seemann in Boston dem kleinen Gorilla Salpetersäure ins Gesicht schüttete und ihn schwer verletzte. Das Tier hätte dabei beinahe sein Augenlicht verloren, blieb schwer entstellt und war nicht mehr zu bändigen. Der Kapitän verkaufte Buddy am 28. Dezember 1932 an Gertrude Lintz, die in Brooklyn zahlreiche exotische Tiere hielt und unter anderem auch den jungen Gorilla Massa aufpäppelte. Roger Conant bezeichnete in einem Leserbrief im Jahr 1941 diesen Massa als „Gargantua's Pal“. Doch wurden die beiden Gorillas höchstens vier Jahre lang zusammen gehalten, da auch Massa erst 1931 in Lintz' Haushalt kam und ihn 1935 wieder verließ.
Lintz ließ Buddys Gesicht operieren, doch der Gorilla blieb durch den Säureangriff entstellt. Seine Oberlippe nahm nie wieder ihre ursprüngliche Gestalt an. Im September 1936 wurde das Tier erneut schwer geschädigt: Ein Junge, der zeitweise bei Gertrude Lintz angestellt gewesen war, gab ihm gesüßtes Desinfektionsmittel zu trinken und brachte es dadurch fast ums Leben.
Als Buddy etwa acht Jahre alt war, brach er einmal angeblich, durch ein Gewitter erschreckt, aus seinem Käfig aus und kroch zu Gertrude Lintz ins Bett. Daraufhin beschloss sie ihn abzuschaffen und bot ihn 1937 John Ringling an. Dieser griff zu, übernahm den Affen am 4. Dezember 1937 und begann Buddy, der nun den Namen Gargantua trug und weiterhin von Richard Kroener betreut wurde, der schon 20 Jahre lang bei Lintz gearbeitet hatte, als den größten Gorilla, der je ausgestellt worden sei, und die grausigste lebende Kreatur, die man sich denken könne, zu vermarkten. Die Werbung war erfolgreich und Buddy trug nicht wenig dazu bei, dass Ringling Brothers and Barnum & Bailey die Zeiten der Great Depression überstanden. Henry Ringling North stellte aber bei einem Besuch im Lincoln Park Zoo in Chicago fest, dass Buddy etwas kleiner war als der Zoogorilla Bushman.
Buddy alias Gargantua wurde in einem klimatisierten Käfigwagen umhergefahren und präsentiert, wobei man das Publikum dazu anhielt, tunlichst Abstand von dem Wagen zu halten, weil das Tier herausgreifen könne. 1938 spekulierte der Ex-Boxchampion Gene Tunny darüber, wie Buddy bezwungen werden könne. Er unternahm den Versuch, das Tier niederzuschlagen, aber trotz volltönender Worte über die wohltrainierte Bauchmuskulatur, die ein Boxer einem Gorilla voraushabe, dann offenbar doch nicht.
1941 wurde Buddy eine Partnerin beigesellt. In der Presse wurde das erste Treffen mit Mitoto, meist nur Toto oder auch Mrs. Gargantua genannt, romantisiert. In Wirklichkeit interessierten die Gorillas sich nicht füreinander und brachten infolgedessen auch keinen Nachwuchs hervor. 1949 zeigten sich Anzeichen einer Krankheit bei Buddy. Doch da niemand sich ihm zu nähern wagte, wurde er nicht untersucht und ärztlich versorgt. Er  starb im November 1949 im Alter von etwa 20 Jahren an doppelseitiger Lungenentzündung. Nach seinem Tod wurde außerdem festgestellt, dass er eine schwere Nierenkrankheit und massive Zahnprobleme gehabt hatte.
Sein Skelett wurde 1950 an das Peabody Museum of Natural History verschenkt. 1997 wurde der Film Buddy gedreht, der auf den Schicksalen Buddys und Massas beruht.